# Taubach (Weimar)

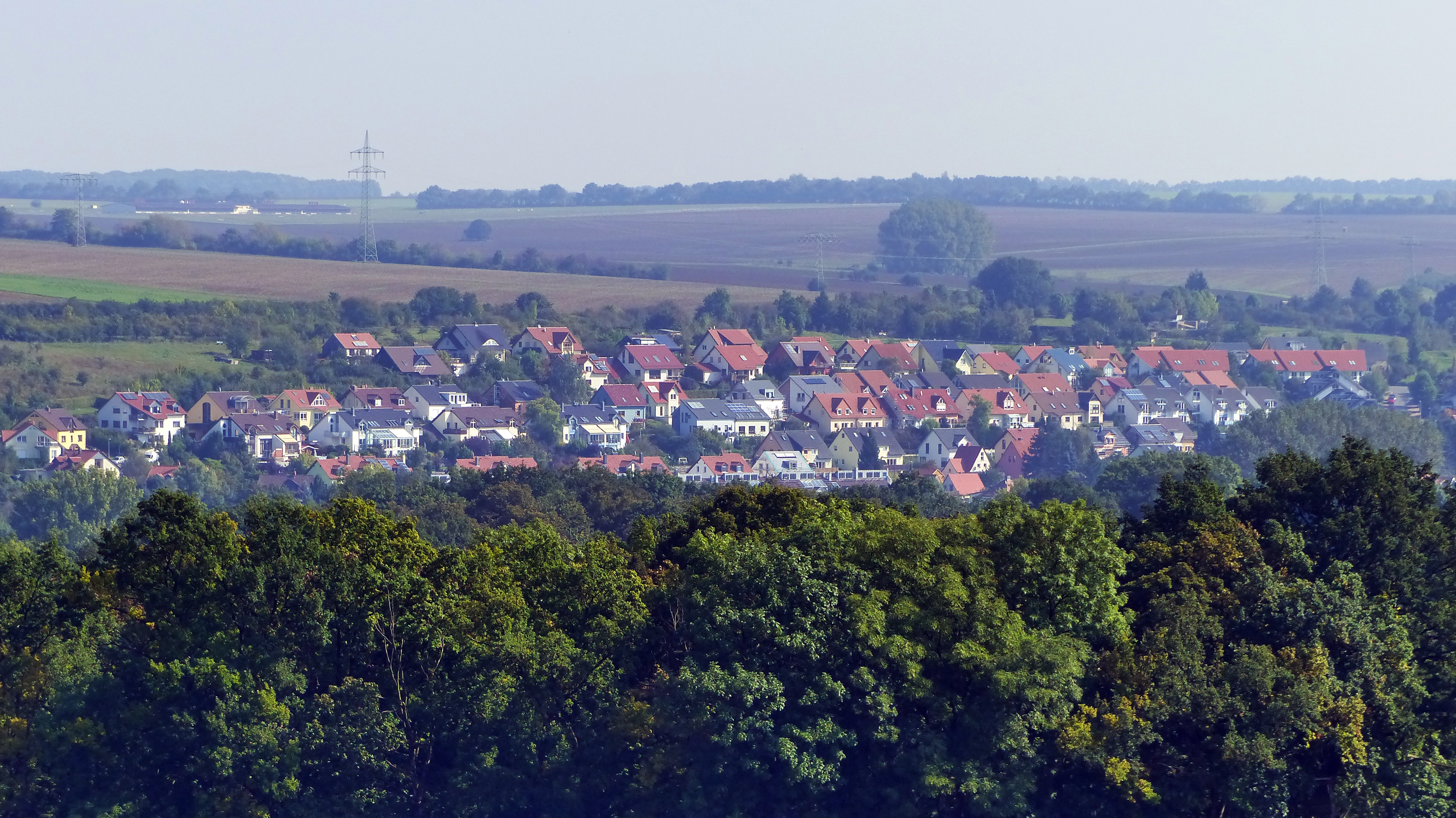
Blick auf Taubach von Belvedere

Taubach ist ein Ortsteil der Stadt Weimar im Bundesland Thüringen.

## Lage
Taubach liegt südöstlich vom Stadtkern, in Sichtweite des Schlosses Belvedere, und ganz in der Nähe der Gemeinde Mellingen.

## Geschichte
Das Umfeld von Taubach war sehr frühzeitig besiedelt. Bereits vor etwa 100.000 Jahren gingen Jäger und Sammler von einem altsteinzeitlichen Lagerplatz aus auf die Jagd. Gefundene Tierknochen zeigen, dass Waldelefanten, Nashörner, Bären, Höhlenlöwen, Hirsche, Rehe, Bisons, Wildschweine, Biber und andere Tiere erlegt wurden. Diese werden dem gemäßigten Klima der Eem-Warmzeit zugeordnet. Die Tiere wurden zerlegt und zum Verzehr an den nahegelegenen Lagerplatz gebracht. Darauf weist ein Lagerfeuer mit Jagdbeuteresten hin. Die Knochen wurden zu Geräten weiterverarbeitet. In den Jahren 1887 bzw. 1892 wurden zwei Backenzähne eines Vierzehnjährigen und der untere linke Milchbackenzahn eines neunjährigen Kindes gefunden. Sie stimmen mit denen anderer Neandertaler überein. Zudem wurde eine Schädelbestattung aus dem älteren Neolithikum in Taubach entdeckt. Sie wird mit einer Opferbestattung in Verbindung mit einem Fruchtbarkeitskult gesehen. Es handelt sich um den Schädel eines knapp zweijährigen Kindes ohne Unterkiefer, über den man das Unterteil eines stichbandkeramischen Tongefäßes gestülpt hat. Taubach wurde insbesondere in der Zeit zwischen 1870 und 1900 zu einer international bedeutenden Fundstelle. Im Jahr 1876 begab sich die Deutsche Gesellschaft für Anthropologie, Ethnologie und Urgeschichte, u. a. im Beisein von Rudolf Virchow auf eine Exkursion nach Taubach. Wesentlich durch die Funde in den Travertinen von Weimar, Ehringsdorf und Taubach wurde 1889 die Gründung des jetzigen Museum für Ur- und Frühgeschichte Thüringens in Weimar veranlasst.

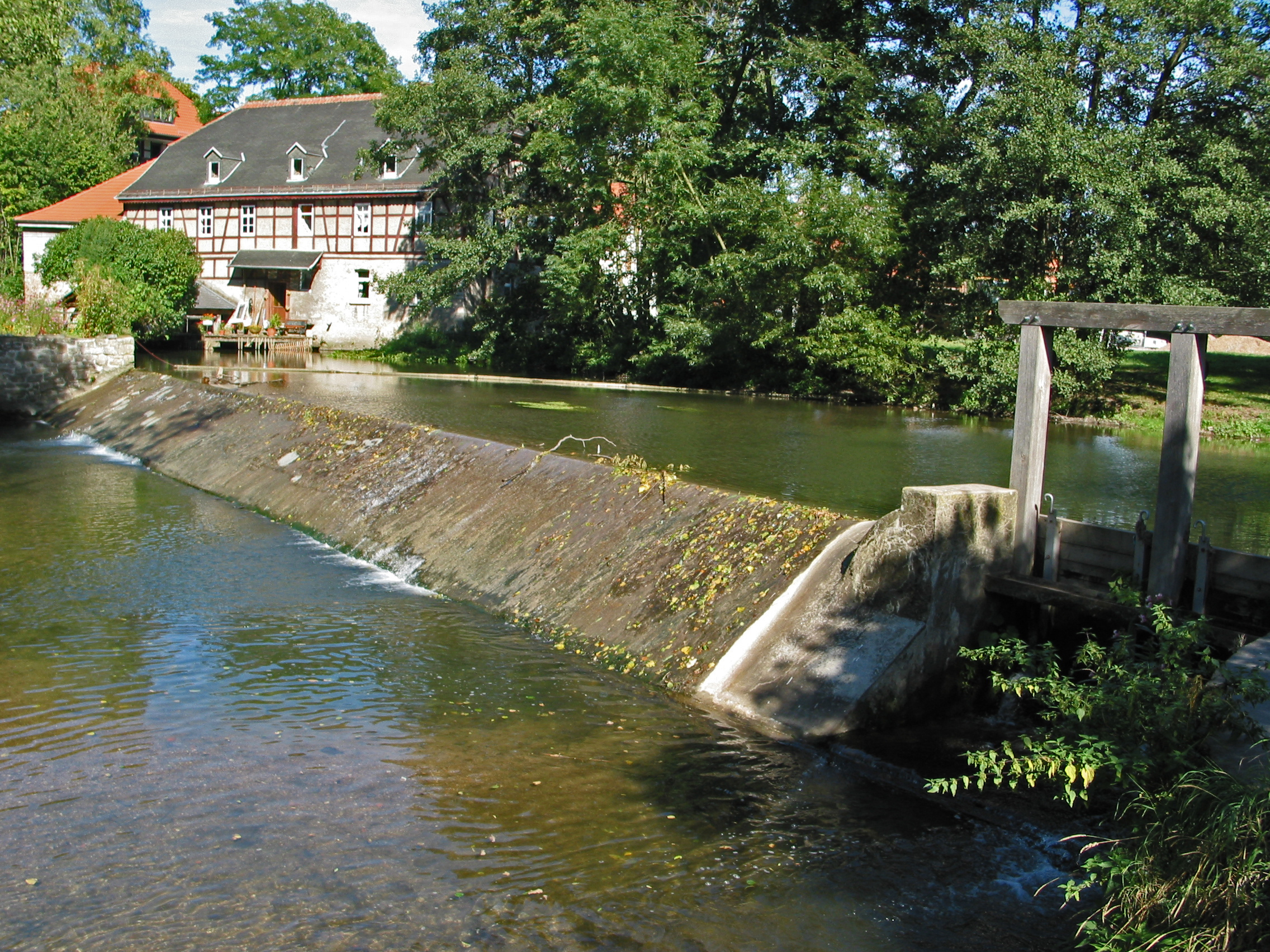
Ilm-Wehr an der Wassermühle in Taubach

Erstmals wurde Taubach 1120 als Thovbeche mit seiner Mühle in einer Schenkungsurkunde erwähnt und ist damit der älteste verbriefte Mühlenstandort in Thüringen. Der Ort gehörte der Landesherrschaft auf der Burg von Weimar. In den Jahren 1278/79 wurden dem Kloster Oberweimar 1½ Hufe und Grundstücke in Taubach durch Graf Otto von Orlamünde zugeeignet, die der Ritter Herrmann Zacernei aufgelassen hatte. Im 16. Jahrhundert ernährte sich die Bevölkerung durch den Waid-Anbau und bearbeitete bis ins 18. Jahrhundert auch Rebkulturen. Taubach verfügte 1727 mit 47 Weinbergen über das größte Anbaugebiet. Der Weinanbau ging aufgrund ungünstiger klimatischer Bedingungen vollständig zurück. Heute weisen nur noch die Flurbezeichnungen „Vor den Weinbergen“ und „In den Weinbergen“ darauf hin. In der Zeit der Weimarer Klassik waren maßgeblich Taubacher Gärtner für die Pflege verschiedener Stadtgärten zuständig. Im Garten des „Kirms-Krackow-Haus“ sorgte der junge Taubacher Gärtnerbursche Tobias Fritsch unter dem Hofrat Franz Kirms 50 Jahre lang für Gartenkunst. Goethes Hausgärtner war, von 1793 bis 1815, Johann Heinrich Schmidt aus Taubach. Seit 1817 arbeitete der Taubacher Gärtner Andreas Köhler für Goethe. Für den oberen Garten war er fest angestellt, den unteren bearbeitete er im Tagelohn. Seit dem 19. Jahrhundert wurden immer mehr Einwohner als Handwerker oder in der aufkommenden Industrie der Stadt Weimar tätig. Im Jahr 1877 wurde Taubach von einem großen Brand heimgesucht, 40 Häuser wurden zerstört. Der Weimarer Zoologe, William Marshall, beschrieb den Brand und sein Erstaunen, als ein Schwarm weißer Tauben direkt in das Feuer hinein geflogen sei. 1907 erhielt der Ort elektrisches Licht und 1912 die Wasserleitung.
Seit 1957 bestand im Ort eine Landwirtschaftliche Produktionsgenossenschaft (LPG). Seitdem entstanden mehrere Ställe und eine Hühnerfarm. Seit 1960 schlossen sich die Genossenschaftsbauern Taubachs der Oberweimarer LPG „Edwin Hoernle“ an, die Gemüseanbau betrieb. Seit Ende der 1960er Jahre bestand eine Kooperation mit den LPGn in Kromsdorf und Umpferstedt, die auf insgesamt 3.000 ha Land produzierten.
Im Jahre 1959 gründete sich eine Produktionsgenossenschaft des Handwerks (PGH), die Wohnzimmermöbel herstellte. Als die sowjetische Kosmonautin Valentina Tereschkowa als erste Frau der Welt in ihrem Raumschiff die Erde umkreiste, widmeten ihr die Möbelbauer ein neues zweiteiliges Wohnzimmer-Format durch die Verleihung des Namens „Valentina“. Einige Zeit danach besuchte Tereschkowa zusammen mit dem ersten Kosmonauten Juri Gagarin die DDR. Bei dieser Gelegenheit machten ihr die Mitglieder der Genossenschaft ein Exemplar des Wohnzimmers zum Geschenk.

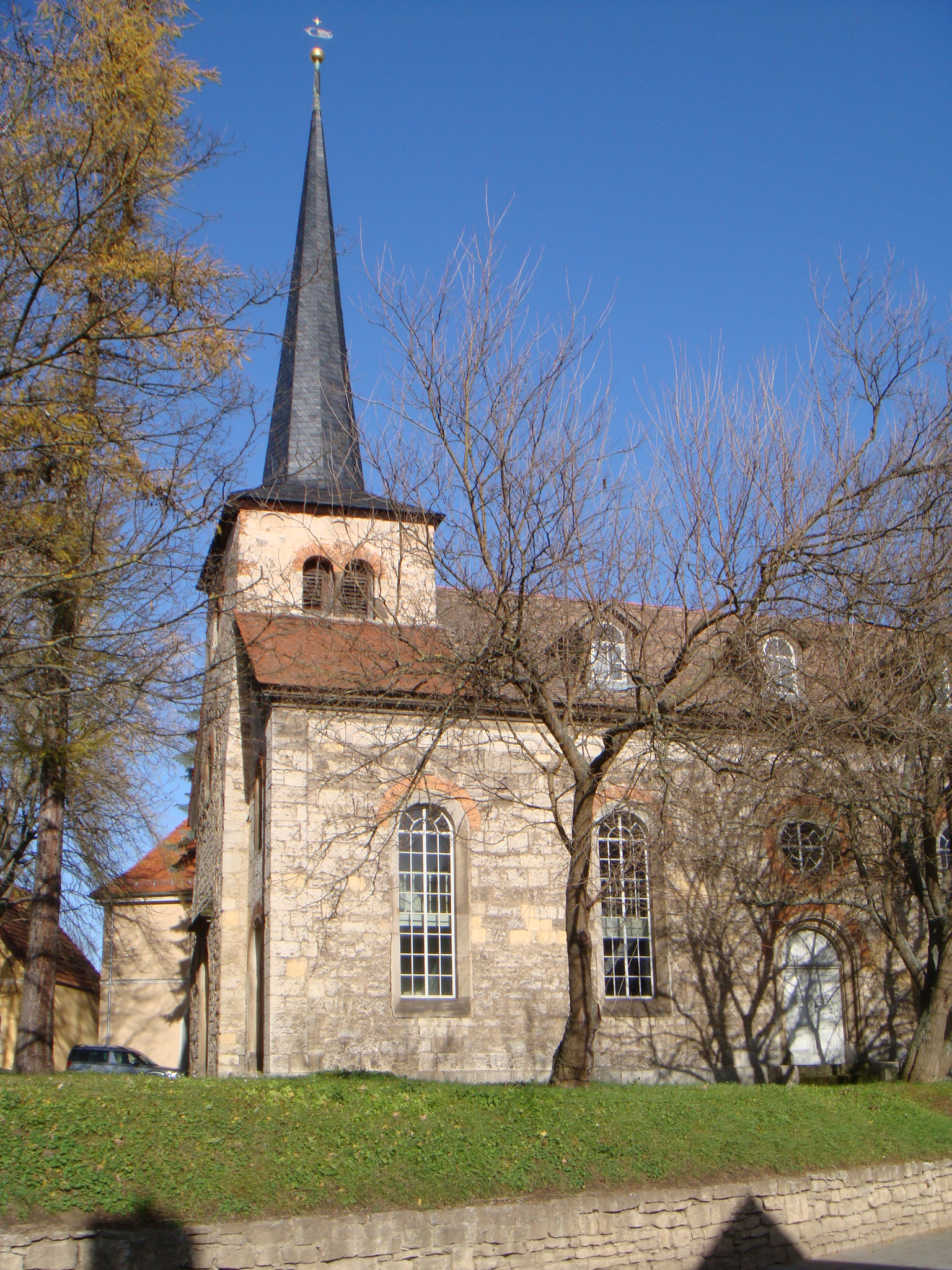
Evangelische Kirche St. Ursula, 2010

Über einen Kirchenbau in Taubach findet man den ersten Hinweis 1462, eine neu eingebaute Orgel wurde 1710 durch den Komponisten Johann Sebastian Bach geprüft. Ihr heutiges Aussehen erhielt die Kirche St. Ursula 1848/49 nach Plänen durch den bereits 1845 verstorbenen Weimarer Baumeister Clemens Wenzeslaus Coudray, wobei dieses bereits 1820 geplant war. Einer ihrer Pfarrer war der Thüringer Mundartdichter August Ludwig.

## Bevölkerung und Wirtschaft
Der Ortsteil zählt 1.141 Einwohner, die vielseitig wirtschaftlich und kulturell aktiv sind. Etwa 20 Gewerbebetriebe und Unternehmen sind angesiedelt. 1990 wurde ein Flächennutzungsplan aufgestellt, der unter Berücksichtigung des Natur- und Umweltschutzes die Entwicklung Taubachs zum Wohnstandort begünstigte. Auf Beschluss der Gemeindevertretung erfolgte 1994 die Eingliederung Taubachs in die Stadt Weimar.

## Personen
- Johann Sebastian Gottschalg (1722–1793), Theologe, sachsen-weimarischer Beamter, als erster Hofdiakon konfirmierte er u. a. den Weimarer Herzog Carl August von Sachsen-Weimar-Eisenach (1757–1828), ab 1768 Assessor im Oberkonsistorium, ab 1776 Oberkonsistorialrat
- Karl Friedrich Weber (1794–1861), Professor der klassischen Philologie in Marburg, verbrachte von 1801 bis 1808 einen Großteil seiner Kindheit in Taubach in Obhut des Pastors Wilhelm Christian August Rentsch
- August Ludwig (1867–1951), evangelischer Pfarrer, Bienenforscher und Mundart-Dichter, von 1892 bis 1898 Pfarrer im Ort
- Paul Papenbroock (1894–1945), Volksschullehrer und Politiker der NSDAP, ab 1919 Volksschullehrer in Taubach, später Landtagsabgeordneter, Reichstagsabgeordneter
- Josef Candels (1903–1992), deutscher Maler, lebte von 1945 bis 1950 vermutlich kriegsbedingt mit seiner Familie in Taubach
- Wolfgang Tautenhahn (1930–1994), Autor von Angelbüchern, lebte in Taubach
- Philip Oeser (1929–2013), Maler und Grafiker
- Peter Franz (* 1941), nach einer Ausstrahlung einer WDR-Sendung 1992 über seine IM-Tätigkeit suspendierter Pfarrer und Autor, lebt in Taubach und betreibt dort eine Bücherstube.
- Dieter-Lebrecht Koch (* 1953), Politiker und seit 1994 Thüringer Europaabgeordneter (CDU, Europäische Volkspartei)

## Bildungsstätten
- Seit 1947 nahm ein Kindergarten am Kirchplatz die Vorschulkinder zur Betreuung auf. 1959 wurde eine Kinderkrippe gegründet. Im Jahre 1991 wurden Kindergarten und Kinderkrippe zu einer Kindertagesstätte an der Ilmtalstraße zusammengeschlossen.
- Seit dem Jahre 1859 wurden die Schulkinder in einer neu errichteten Volksschule am Kirchplatz unterrichtet. Wegen der gestiegenen Kinderzahl wurde 1919 ein zweites Schulhaus daneben errichtet. Während des Zweiten Weltkrieges mussten die Schüler der Unterstufen in das benachbarte Mellingen zur Schule laufen. Danach wurde im Oktober 1945 der Unterricht in der Schule Taubach wieder aufgenommen, die seither den Namen "Karl-Marx-Schule" trug. Bis 1986 verblieb diese Schule als Hortstandort. Seit 1984 besuchen auch die Taubacher Schulkinder die in Mellingen neu errichtete Zehnklassige Polytechnische Oberschule, die seit 1991 den Namen "Lionel Feininger" trägt.

## Kultur
- DDR-Bücherstube

Eine kostenlose Buchausleihe ermöglicht seit 2006 die Benutzung von DDR- und internationaler Literatur. Aus der Kreisbibliothek Apolda, aus der Gemeindebibliothek Oßmannstedt und aus Privatbeständen wurden dafür 7.500 Bücher zusammengetragen, darunter Bücher aller Genres und für jedes Lesealter und -interesse.
Die Mühle in Taubach steht auf der Liste der Kulturdenkmale in Weimar (Ortsteile) bzw. auf der Liste der Kulturdenkmale in Taubach (Weimar). Sie gilt als die älteste Thüringens.

## Sport
- Angelsport

Bedingt durch die Lage an der Ilm bieten sich im Ort gute Bedingungen für den Angelsport. Neben Bach- und Regenbogenforellen sind auch Äschen und Saiblinge im Fluss zu finden. Rund 60 Mitglieder sind im Angelsportverein Mittleres Ilmtal e. V. organisiert. Rollstuhlfahrer und andere mobilitätseingeschränkte Angler können an einem barrierefreien Angelplatz direkt am Fließgewässer Angelsport betreiben. Bereits im 19. Jahrhundert wurde in Taubach die Fliegenfischerei durch den Engländer John Horrocks, dem Begründer der modernen Fliegenfischerei in Europa, etabliert.